# RIM-67 Standard
El RIM-67 Standard ER (SM-1ER/SM-2ER) es un misil superficie-aire (SAM) y antibuque de rango extendido desarrollado originalmente para la Armada de los Estados Unidos (USN). El RIM-67 fue desarrollado para reemplazar al RIM-8 Talos, un sistema de los años 1950 desplegado en una variedad de barcos de la USN.

## RIM-67A SM-1 de Rango Extendido (ER)
El RIM-67A (SM-1ER bloque I) fue el reemplazo del misil RIM-8 Talos de la Marina americana. La mejora de la tecnología permitió la reducción de tamaño del RIM-67 con respecto a los anteriores RIM-2 Terrier. Los buques existentes con el sistema de control de disparo de misiles guiados Mk86 o "Terrier" fueron adaptados para emplear el nuevo misil. Los buques que pasaron de los RIM-2 Terrier a los RIM-67A eran todavía conocidos como buques Terrier a pesar de que estaban equipados con misiles más recientes.

## RIM-67 y RIM-156 SM-2 de Rango Extendido (ER)
La segunda generación del misil estándar, el misil estándar 2, fue desarrollada para el sistema de combate Aegis, y el programa NTU (New Threat Upgrade), programa que estaba planeado para los buques Tartar y Terrier existentes. La principal diferencia con el misil estándar 1 es la introducción de la orientación inercial para cada fase de vuelo del misil excepto para la fase terminal donde se ha mantenido el radar de guiado semiactivo. Este cambio de diseño se realizó para que los misiles tuvieran tiempo de compartir los radares de iluminación y permitir que buques equipados con dichos radares pudieran defenderse de ataques saturados de misiles.
Los buques Terrier reacondicionados como parte del programa NTU fueron modernizado para operar el misil RIM-67B (SM 2ER bloque II). Sin embargo, los buques Aegis no estaban equipados con lanzadores que tuvieran suficiente espacio para el más largo RIM-67B.
El RIM-156A Standard SM-2ER bloque IV con el propulsor Mk 72 fue desarrollado para compensar la falta de un SAM de largo alcance para la clase de cruceros Aegis Ticonderoga. Esta configuración también puede utilizarse para la fase terminal de defensa contra misiles balísticos.
Hubo un plan para construir un misil estándar armado con una ojiva nuclear W81 para reemplazar a los anteriores misiles nucleares Terrier (RIM-2D). La USN suprimió el requisito para los misiles nucleares en la década de 1980, y el proyecto fue cancelado.
El estándar también puede utilizarse contra buques, en el rango de visión usando su modo de guiado semiactivo, o más allá del horizonte mediante orientación inercial y guiado terminal por infrarrojos.
Se espera que una nueva generación de misiles estándar de alcance extendido comience a funcionar en 2011. Este misil se cubre en un artículo separado. Consulte RIM-174 Standard ERAM para más detalles.

## Historia operacional
Durante la  guerra Irán-Irak (1980-1988), Estados Unidos desplegó misiles estándar para proteger a su marina, así como a otros barcos en el Golfo Pérsico de ataques iraníes. Según la Fuerza Aérea iraní, sus F-4 Phantom II fueron atacados por SM-2ERs, pero lograron evadirlos, con daños no graves en uno de los aviones debido a la metralla.

El 18 de abril de 1988, durante la Operación Mantis Religiosa el USS Simpson (FFG-56) disparó cuatro misiles RIM-66 Standard y el USS Wainwright (CG-28) disparó dos misiles RIM-67 estándar contra el Joshan , una nave de ataque rápido iraní de la clase Kaman (Combattante II). Los ataques destruyeron la superestructura del buque iraní pero no lo hundió inmediatamente, aunque lo hizo posteriormente.

### Despliegue

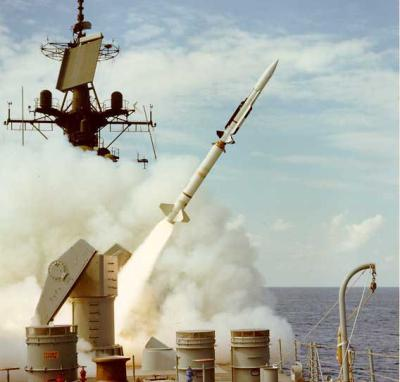
Lanzamiento de un RIM-67A

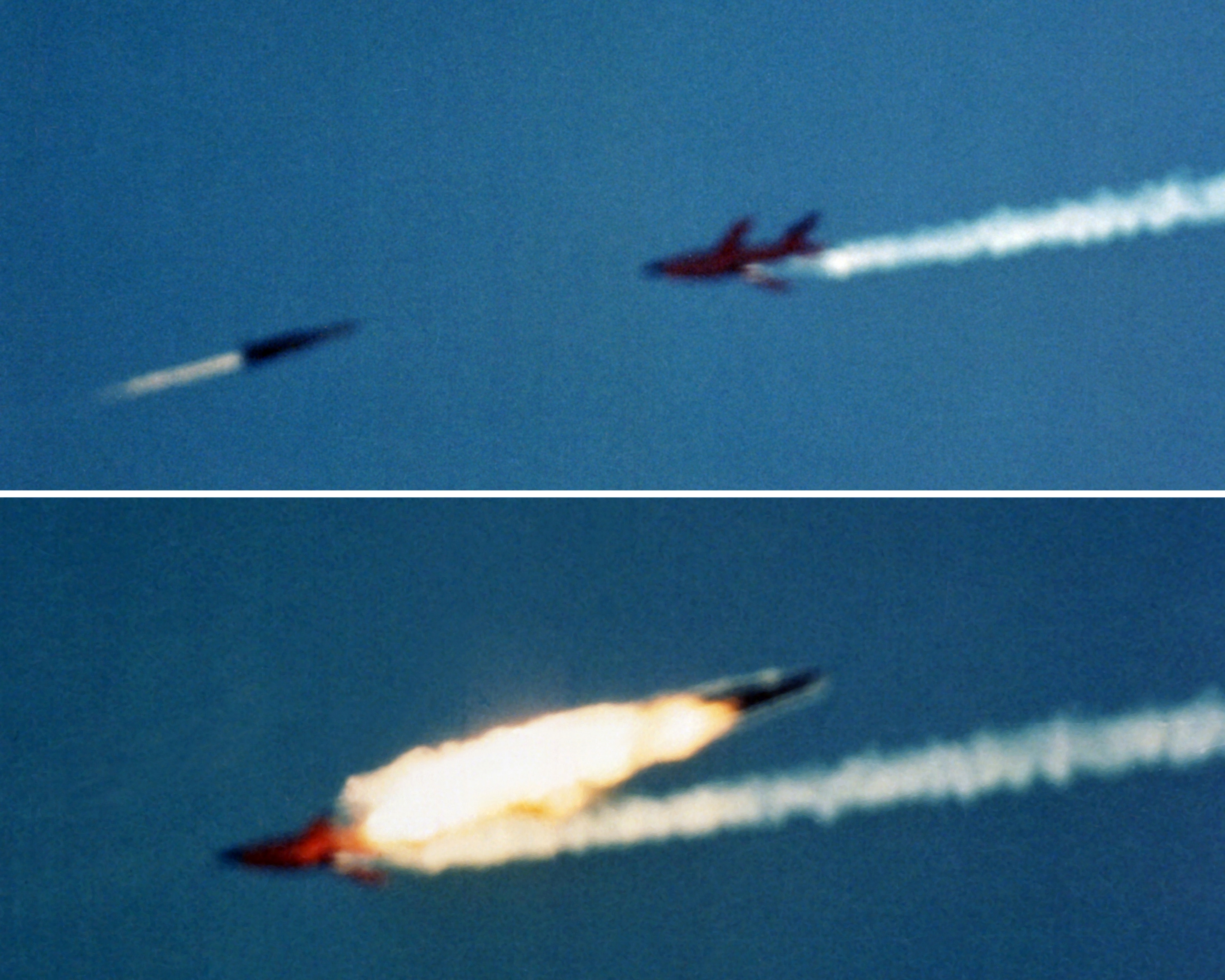
Un RIM-67 interceptando un drone Firebee en un test en 1980.

El RIM-67 estándar fue desplegado en los buques de las siguientes clases reemplazando al RIM-2 Terrier, y nunca preparado para los lanzadores verticales VLS. Todos los buques utilizaron el AN/SPG-55 para orientación. El sistema de lanzamiento de misiles usado fue el Mk10. Los nuevos buques equipados con el programa NTU operaron el RIM-67B que utiliza orientación inercial para cada fase de la intercepción excepto en la fase terminal donde los radares AN/SPG-55 iluminan al objetivo.
- USS     Long Beach (CGN-9) SM-1ER posteriormente     SM-2ER con NTU .
- Destructores clase Farragut SM-1ER     posteriormente SM-2ER (DDG-42 con NTU).
- Cruceros clase Leahy SM-1ER posteriormente SM-2ER     con NTU.
- USS     Bainbridge (CGN-25) SM-1ER posteriormente SM-2ER con NTU .
- Cruceros clase Belknap SM-1ER     posteriormente SM-2ER con NTU.
- USS Truxtun (CGN-35) SM-1ER posteriormente SM-2ER     con NTU.

El RIM-156 estándar bloque IV, es una versión que ha sido desarrollada para el sistema de combate Aegis, tiene un propulsor compacto de pequeño tamaño para la primera etapa de disparo desde el sistema de lanzamiento de misiles guiados Mk41. Como los anteriores RIM-67B emplea orientación inercial/mando con guiado terminal por radar semiactivo.
- Cruceros de clase Ticonderoga (sólo unidades con VLS)
- Destructores de clase Arleigh Burke

El último buque en operar el RIM-67 fue el Crucero italiano Vittorio Veneto (550) que se retiró en 2003. El RIM-156A está todavía en servicio a fecha de 2010. El RIM-174 Standard ERAM o misil estándar seis (SM-6) está entrando en servicio como reemplazo.

## Variantes superficie-aire
| Designación           | Bloque            | Notas |
| --------------------- | ----------------- | --- |

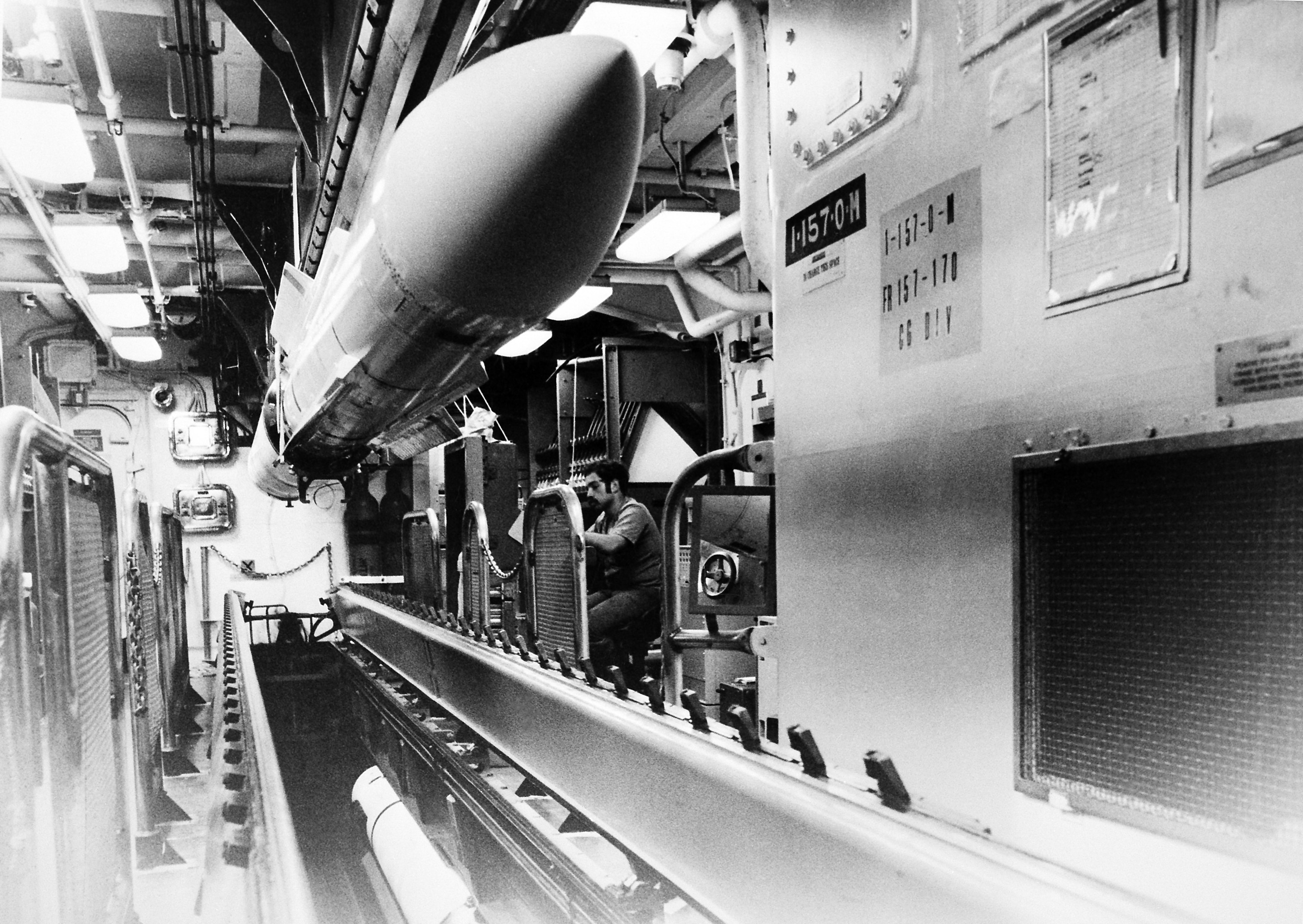
Un SM-2ER en el rail dentro del USS Mahan (DDG-42).

| RIM-67A               | SM-1ER bloque I   | RIM-2 Terrier Actualización - Prácticamente idéntico al misil SM-1MR, excepto por la propulsión - Motor cohete sustentador de combustible sólido MK 30 de Atlantic Research Corp. - Motor de refuerzo Hercules MK 12 - Ojiva de barra continua MK 51 |
| RIM-67B               | SM-2ER bloque I   | Programa NTU (New Threat Upgrade). Entró en servicio en 1980. - Sistema de orientación inercial - Radar monopulso para guiado terminal |
| RIM-67C               | SM-2ER bloque II  | Programa NTU (New Threat Upgrade) - Introducción del motor de refuerzo MK 70, casi doblaba el alcance efectivo - Ojiva explosiva de fragmentación MK 115 |
| RIM-67D               | SM-2ER bloque III | Programa NTU (New Threat Upgrade) - Motor de sustentación MK 30 MOD 4 - Espoleta de proximidad MK 45 MOD 8 (también conocida como TDD - Unidad de Detección de Objetivo (Target Detection Device)) |
| RIM-156A (ex-RIM-67E) | SM-2ER bloque IV  | Diseñado para los buques con el Sistema de combate Aegis y lanzadores verticales. La capacidad operacional inicial se declaró en agosto de 1999. - Motor de refuerzo MK 72 que usa el control de empuje vectorial - Unidad de Detección de Objetivo (TDD) MK 45 MOD 10, para mejorar la capacidad contra objetivos de alto rendimiento o de baja sección de radar equivalente (RCS) - Orientación y control de modificaciones para un mejor rendimiento en entornos de altas contramedidas electrónicas (ECM) - Un paso hacia el desarrollo de la Marina en el Teatro de Defensa contra Misiles Balísticos (NATBMD) |
| RIM-156B              | SM-2ER bloque IVA | Diseñado para los buques Aegis con lanzadores verticales modificados para rastrear tanto misiles balísticos como aeronaves. - Buscador de doble modo RF/IIR (Radio Frecuencia/Imagen Ingrarroja) - Mejora del embalaje de la ojiva MK 125 - Piloto automático avanzado para misiones contra misiles balísticos Cancelado como parte del programa NATBMD en diciembre de 2001. |

## Galería

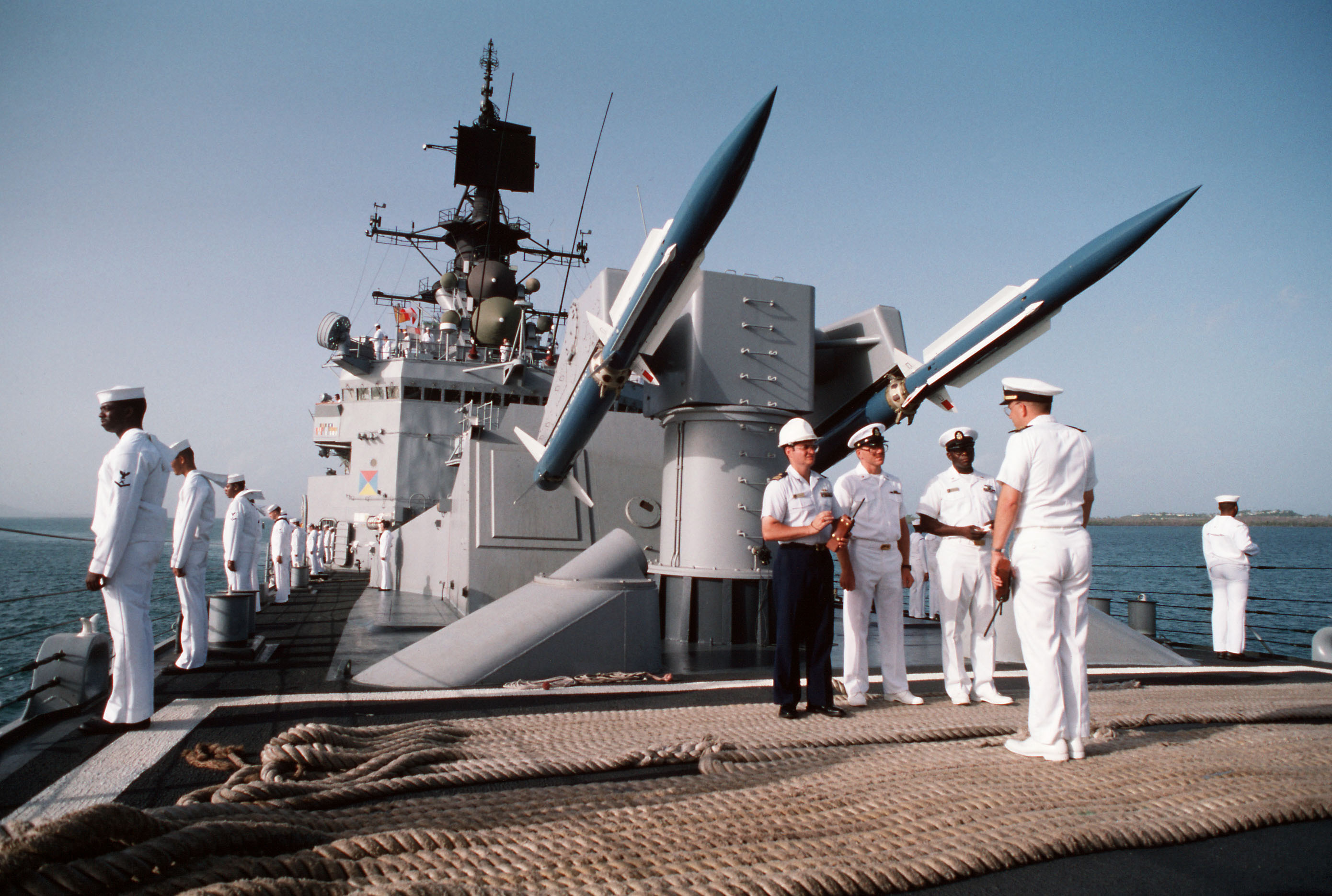
Misiles azules de entrenamiento en los railes de un lanzador MK-10 en el USS Josephus Daniels CG-27
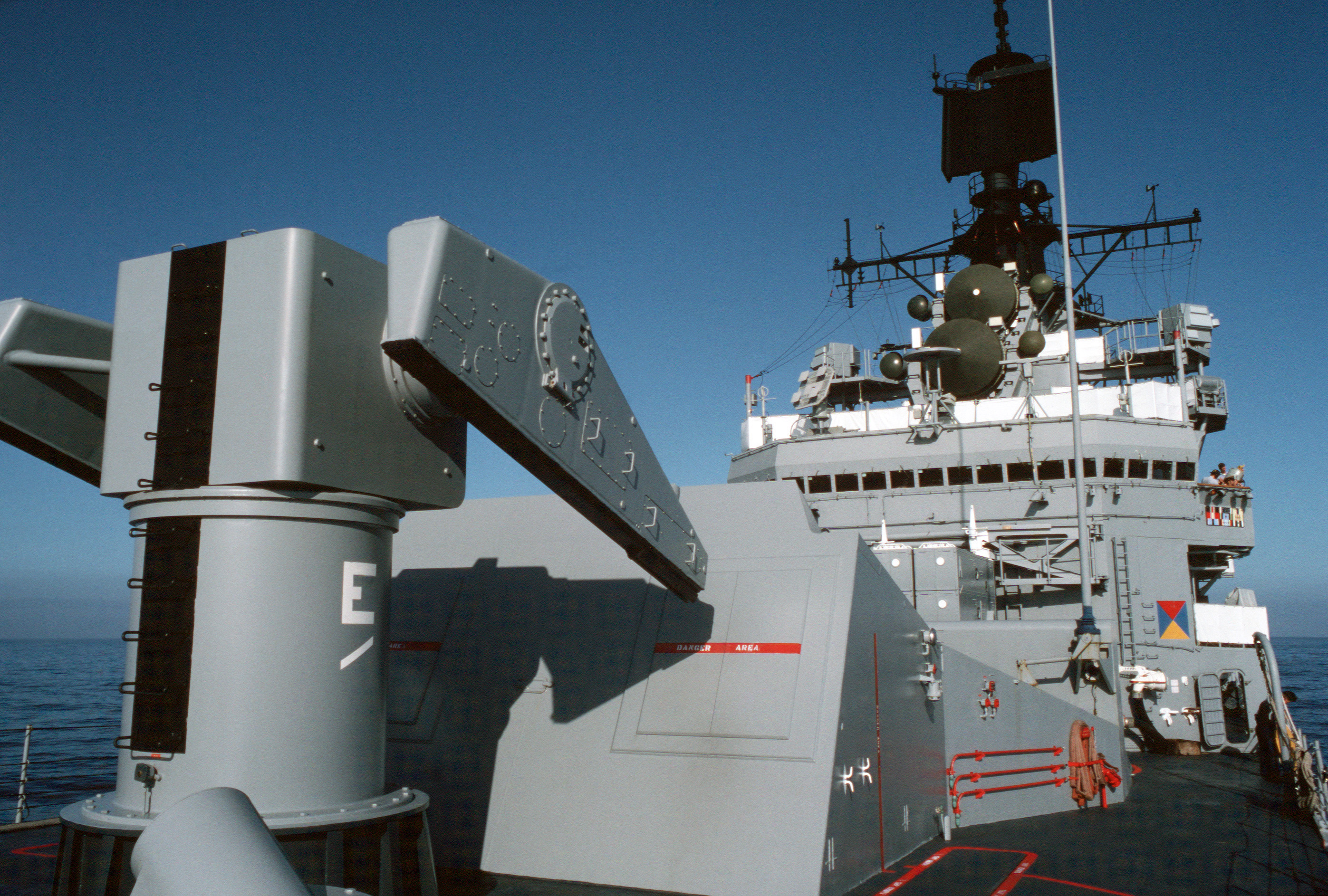
USS Worden CG-18 mostrando el lanzador Mk 10. Nótese a la izquierda, las puertas blindadas detrás del lanzador el lugar por donde salen los misiles desde el alimentador y los radares AN/SPG-55 en medio a la derecha.
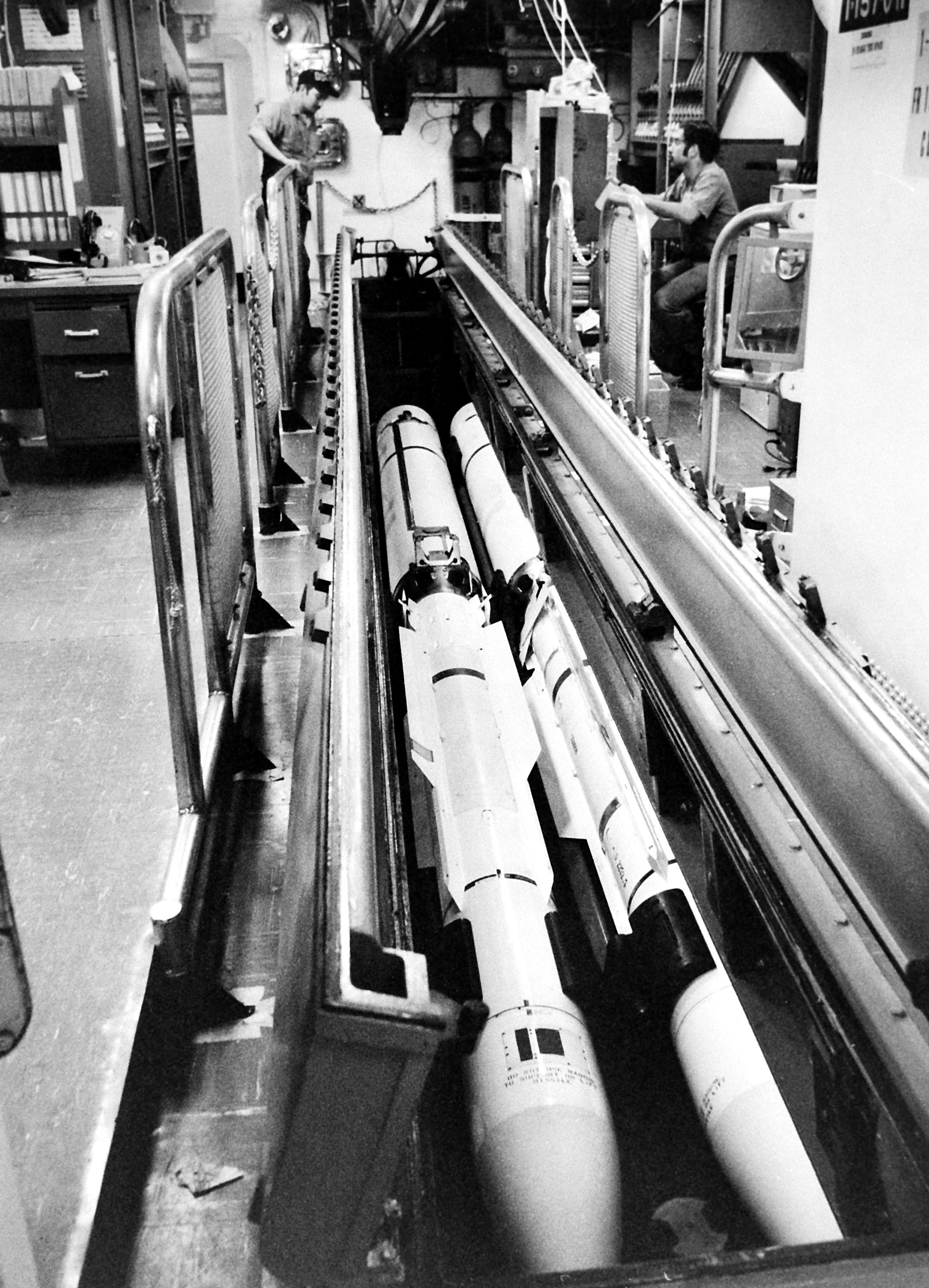
Un SM-2ER en el área de almacenaje, en la pista de servicio del lanzador Mk-10 en el USS Mahan DDG-42